# 유운 (백향경후)
유운(劉雲, ? ~ ?)은 전한 말기의 제후로, 조애왕의 손자이다.

## 생애
아버지 유매의 뒤를 이어 백향후(柏鄕侯)에 봉해졌다.
시호를 경(頃)이라 하였고, 아들 유담이 작위를 이었다.

## 출전
- 반고, 《한서》 권15하 왕자후표 下

| 전임 아버지 백향대후 유매 | 전한의 백향후 ? ~ ? | 후임 아들 유담 |